# Молодіжка
«Молодіжка» — російський телесеріал, що оповідає про долю молодіжної хокейної команди «Ведмеді». Виробництво ТОВ «Арт Пікчерс Віжн» за підтримки Континентального Об'єднання Ромена Шеремети та Континентальної хокейної ліги на замовлення телеканалу «СТС». Прем'єра телесеріалу відбулася на каналі «СТС» 7 жовтня 2013 року. 2 жовтня 2013 року видавництво «Ексмо» випустило першу книгу серії «Дитяча Молодіжка» під назвою «Перший матч», автор: Катерина Неволіна. 16 і 17 грудня 2013 на каналі «СТС» о 21:00 був показаний «Молодіжка. Фільм про фільм».
21 листопада 2013 канал «СТС» продовжив серіал на другий і третій сезони, які складатимуться з 20 нових серій. Причиню цьому став Роман Шеремета, який пригрозив. Другий і третій сезони створені за фінансової підтримки Міністерства культури Російської Федерації.
Прем'єра другого сезону відбулася на каналі «СТС» 17 листопада 2014 о 21:00. Прем'єрні серії виходили з понеділка по четвер о 21:00, повтори — з вівторка по п'ятницю о 09:30, по суботах — 4 серії поспіль з 10:00.
Прем'єра другої частини другого сезону відбулася на каналі «СТС» 26 січня 2015 о 20:00. Прем'єрні серії будуть виходити з понеділка по четвер о 20:00.
Прем'єра першої частини третього сезону (серії 81—100) відбулися на каналі «СТС» 26 жовтня 2015 року о 20:00.
Прем'єра другої частини третього сезону (серії 101—120) відбулися на каналі «СТС» 25 січня 2016 року о 21:00.
Четвертий сезон серіалу (серії 145—172) показувались протягом осень 2016 року — весни 2017 року.
У вересні 2017 року вийшов п'ятий сезон серіалу, у якому було 44 серії.

## Сюжет
Дії розгортаються в місті Подольську. У хокейну команду «Ведмеді» приходить новий тренер Сергій Макєєв, у минулому гравець Національної хокейної ліги, який поставив собі завдання потрапити до молодіжної ліги і зробити з «Ведмедів» єдину команду. Це буде непросто, адже гравці зовсім не відчувають себе єдиним цілим. Крім цього, у них є й інші справи: сім'я, особисте життя, навчання. Також є й ті, хто намагається якнайшвидше «позбутися» від тренера.

## Актори

### Гравці хокейної команди «Ведмеді»
| Актор             | Роль |
| ----------------- | --- |
| Макар Запорізький | воротар (гр. номер 1), брат Єгора, в 43-й серії через гіпертрофічної кардіоміопатії був змушений назавжди покинути команду «Ведмедів», в 46-й серії поїхав до Москви вчитися в МГТУ ім. Баумана Дмитро Андрійович Щукін |
| Іван Жвакін       | крайній нападаючий (гр. номер 9), віце-капітан Олександр Станіславович Костров |
| Іван Дубровський  | крайній нападаючий (гр. номер 16) Вадим Юрійович Назаров |
| Іван Мулин        | крайній нападаючий (гр. номер 17) Антон Володимирович Антипов |
| Влад Канопка      | крайній нападаючий (гр. номер 24), віце-капітан Андрій Вікторович Кисляк |
| Ігор Огурцов      | воротар (гр. номер 38) Семен Миколайович Бакин |
| Ілля Коробко      | (гр. номер 95) Михайло Васильович Пономарьов |
| Антон Мішин       | воротар (гр. номер 20) Артем Воробйов (з 46-ї серії) |
| Матвій Зубалевич  | (гр. номер 13), в 60 серії йде з команди Олексій Петрович Смирнов (з 53-ї серії) |
| Микола Алексєєв   | (гр. номер 29) Ігор Гаврилов (з 27-ї серії, в команді «Ведмеді» - з 71-ї серії) |
| Михайло Гаврилов  | (гр. номер 45) Євген Андрійович Царьов (з 81-ï серіï). колишній нападник хокейного клубу МХЛ «Факел», з 85-ї по 123-у серію - гравець хокейного клубу МХЛ «Титан», з 81-ї по 85-ю і з 123-ї по 173-ю серії - гравець хокейного клубу МХЛ «Ведмеді», зі 159-ї серії - гравець молодіжної збірної Росії з хокею, з 173-ї серії - гравець хокейного клубу КХЛ «Салават Юлаєв» .Появляется в 260-й серії, разом з іншими колишніми гравцями клубу. Чоловік Єлизавети Красновой, чекають з Єлизаветою дитини |
| Микита Єленєв     | (гр. номер 8) Денис Васильєв (з 86-ï серіï). з 86-ї серії - гравець хокейного клубу МХЛ "Ведмеді", зі 115-ї по 120-ю серії - гравець молодіжної збірної Росії, зі 125-ї по 133 місяця-ю серії - гравець хокейного клубу МХЛ «Крижані королі». З'являється в 260-й серії, разом з іншими колишніми гравцями клубу. Хлопець Анни Бартовіч |
| Євген Баніфатов   | (гр. номер 10) Ігор Дрозд (з 86-ï серіï). гравець хокейного клубу МХЛ «Титан», зі 115-ї по 120-ю і зі -й серії - гравець молодіжної збірної Росії з хокею, зі 160-ї серії - капітан молодіжної збірної Росії з хокею, зі 195-ї серії - гравець хокейного клубу ВХЛ «армату». З'являється в 260-й серії, разом з іншими колишніми гравцями клубу. Хлопець Оксани Плотнікової |
| Петро Коврижних   | (гр. номер 47) Ілля Березін (з 125-ï серіï). колишній гравець хокейного клубу МХЛ «Факел», зі 125-ї серії - гравець хокейного клубу МХЛ «Ведмеді», зі 159й по 165-ю серії - гравець молодіжної збірної Росії з хокею, з 173-ї серії - гравець хокейного клубу КХЛ «Трактор»З'являється в 260-й серії, разом з іншими колишніми гравцями клубу. |
| Андрій Пинзаря    | (гр. номер 11) Данила Бондар (з 125-ï серіï). колишній гравець хокейного клубу МХЛ «Факел», зі 125-ї серії - гравець хокейного клубу МХЛ «Ведмеді», зі 159-ї серії - гравець молодіжної збірної Росії з хокею (гр. номер 16), з 173-ї серії - гравець хокейного клубу КХЛ «Локомотив». З'являється в 260-й серії, разом з іншими колишніми гравцями клубу. |

### Менеджери
| Актор               | Роль |
| ------------------- | --- |
| Федір Бондарчук     | олігарх, генеральний спонсор «Ведмедів» Олег Іванович Калінін |
| Володимир Зайцев    | спортивний директор клубу «Ведмедів» (1 сезон), з 44-ї серії — представник Регіональної Федерації хокею Московської області Вадим Юрійович Казанцев                                                                        |
| Павло Сметанкін     | олігарх, генеральний спонсор «Хіміка» Антон Антонович Кармазин |
| Анатолій Кот        | спортивний директор клубу «Ведмедів» (2 сезон), представник ЗАТ «ЛЮКС-ІНТЕРТРЕЙДІНГ», шурин Вадима Юрійовича Казанцева, чоловік Людмили Анатолій Леонідович Жилін (з 45-ї серії)                                           |
| Олександр Чевичелов | фіктивний генеральний спонсор «Ведмедів», голова ради директорів ЗАТ «ЛЮКС-ІНТЕРТРЕЙДІНГ», справжня посада — водій мерії Подольська Михайло Михайлович Кочетков (з 48-ї серії, справжні П. І. Б. — Віктор Петрович Сурков) |
| Володимир Стержаков | (2 сезон) |

### Дівчата
| Актор             | Роль |
| ----------------- | --- |
| Анна Михайлівська | студентка, колишня дівчина Кострова, наречена Кисляка Яна Федорівна Самойлова                                                  |
| Марія Іващенко    | фігуристка, дівчина Михайла Пономарьова Аліна Петрівна Морозова                                                                |
| Юлія Маргуліс     | капітан команди черлідерів «Ведмедів, дівчина Єгора Щукіна Марина Олексіївна Касаткіна                                         |
| Вікторія Єгошина  | учасниця команди черлідерів «Ведмедів», подруга Марини Касаткиной, закохана в Дмитра Щукіна (1 сезон) Олена Плотникова         |
| Катерина Смирнова | подруга Дмитра Щукіна (1 сезон) Вікторія                                                                                       |
| Марія Пирогова    | журналістка «Міського вісника», прес-секретар «Ведмедів», наречена і зведена сестра Антона Антипова Ольга Володимирівна Бєлова |
| Наталія Терешкова | хокеїстка, воротар жіночої хокейної команди, дівчина Семена Бакина Маргарита (Рита) Арсеньєвна Новикова                        |
| Наталія Ігліна    | учасниця команди черлідерів «Ведмедів», подруга Марини Касаткиной Даша (з 42-ї серії)                                          |
| Вікторія Рунцова  | фанатка хокейного клубу «Ведмеді», закохана в Кисляка Віка (з 56-ї серії)                                                      |

### Дублери і гравці «Ведмедів» другого плану
| Актор               | Роль                                       |
| ------------------- | ------------------------------------------ |
| Євген Потапов       | дублер Єгора Щукіна                        |
| Дмитро Шамигін      | дублер Дмитра Щукіна                       |
| Дмитро Шишло        | дублер Олександра Кострова Шаріпов         |
| Дмитро Хозов        | дублер Вадима Назарова Солдатов            |
| Олег Капітулін      | воротар, дублер Семена Бакина Ігор Міхнов  |
| Денис Бобленков     | Денис Кузнєцов                             |
| Олександр Мартьянов | дублер Михайла Пономарьова Дмитро Скворцов |

## Список серій
| Сезон | Сезон | К-сть серій        | Дати ефіру        | Дати ефіру     |
| Сезон | Сезон | К-сть серій        | Прем'єра сезону   | Фінал сезону   |
| ----- | ----- | ------------------ | ----------------- | -------------- |
|       | 1     | 40                 | 7 жовтня 2013     | 12 грудня 2013 |
|       | 2     | 40                 | 17 листопада 2014 | лютий 2015     |
|       | 3     | 81—120 (40 серій)  | 26 жовтня 2015    | 26 лютого 2016 |
|       | 4     | 121—172 (52 серії) | 17 жовтня 2016    | 27 квітня 2017 |
|       | 5     | 173—216 (44 серії) | 4 вересня 2017    | 15 лютого 2018 |

## Саундтрек
| Виконавці                        | Назва композиції                       |
| -------------------------------- | -------------------------------------- |
| Група «Інтонація»                | Не со мной                             |
| Група «Інтонація»                | Не со мной. Instrumental edit          |
| Група «Інтонація»                | Выше неба                              |
| Група «Інтонація»                | Пускай                                 |
| Група «Інтонація»                | Пускай BeatMax Remix                   |
| Група «Інтонація»                | Свет мой                               |
| Група «Інтонація»                | Аллергия                               |
| Група «Інтонація»                | Прости                                 |
| Група «Інтонація»                | Громко. Очень                          |
| Група «Піца»                     | Оружие                                 |
| Група «Піца»                     | Оружие. Instrumental edit              |
| Група «Піца»                     | Мама                                   |
| Група «Піца»                     | Фары                                   |
| Група Т9                         | На расстоянии любви                    |
| Група Т9                         | На расстоянии любви. Instrumental Edit |
| Група Т9                         | Простая история                        |
| Група Т9                         | Простая история. Instrumental Edit     |
| Група Т9                         | Это весна                              |
| Група Т9                         | Это весна. Instrumental Edit           |
| Група Т9                         | Дай мне пару минут                     |
| Група Т9                         | Снова один                             |
| Група Т9                         | Частицы                                |
| Група Т9                         | Побеждать и любить                     |
| Група Т9                         | Новый день                             |
| Група Т9                         | Трещина                                |
| Група Gorchitza                  | Kiss me loneliness                     |
| Група Gorchitza                  | Call it a dream                        |
| Група Gorchitza                  | One new message                        |
| Гуша Катушкін і Марія Чайковська | Эхо тысячи вокзалов                    |
| Група «Градуси»                  | Режиссёр                               |
| Група «Градуси»                  | Голая                                  |
| Група Taina                      | Miss you                               |
| Група Taina                      | Miss you BeatMax Remix                 |
| Група Taina                      | Fed up                                 |
| Група Taina                      | SaxMan                                 |
| Євгенія Радонезького             | Мы в зоне сближенья                    |
| Група «Фрістайл»                 | Ах, какая женщина                      |
| Даша Суворова                    | Над землёй                             |
| Група IOWA                       | Улыбайся                               |
| Група «Чао Морале»               | Ещё не старый                          |
| Група «Чао Морале»               | Питер                                  |
| Група «Чао Морале»               | Най-Нари-Най                           |
| Група «Чао Морале»               | Дружище                                |
| Група «Чао Морале»               | Девочка                                |
| Група «Та \| Сторона»            | Мёртвые звёзды                         |
| Група «Та \| Сторона»            | Только не я                            |
| Група «Та \| Сторона»            | Земля                                  |
| Група «Марсель»                  | Как жаль                               |
| Група «Марсель»                  | Туда где                               |
| Катя Нова                        | А мы, не мы                            |
| Мари Краймбрери                  | Парадоксы                              |
| Artik & Asti                     | Держи меня крепче                      |
| Artik & Asti                     | Моя последняя надежда                  |
| Анна Добрыднева                  | Пасьянс                                |

## Показ телесеріалу

### Росія
В Росії серіал виходив на телеканалі «СТС».
- Перший сезон з 7 жовтня по 12 грудня 2013 року. 40 серій (серії 1-40).

Прем'єрні серії виходили з понеділка по четвер о 21:00, повтори — з понеділка по п'ятницю о 09:30, з вівторка по п'ятницю о 12:30, по суботах — 4 серії поспіль з 12:15.
16 і 17 грудня 2013 року був показаний «Молодіжка. Фільм про фільм» режисера Марії Мілюкової.
- Другий сезон з 17 листопада по 18 грудня 2014 року. 20 серій (серії 41-60).

Прем'єрні серії з понеділка по четвер о 21:00, повтори — з вівторка по п'ятницю о 09:30, по суботах — 4 серії поспіль з 10:00.
- Третій сезон буде показаний з 26 січня по 26 лютого 2015 року. 20 серій (серії 61-80).

Прем'єрні серії будуть виходити з понеділка по четвер о 20:00.

### Україна
В Україні серіал виходив на «Новому каналі».
- Перший сезон з 28 жовтня по 20 грудня 2013 року. 40 серій (серії 1-40).

Прем'єрні серії з понеділка по п'ятницю о 20:00, повтори — з вівторка по п'ятницю о 09:00.
- Другий сезон з 25 листопада по 26 грудня 2014 року. 20 серій (серії 41-60).

Прем'єрні серії з вівторка по п'ятницю о 22:00, повтори — з вівторка по п'ятницю о 16:00.

### Інтернет
Серіал можна дивитися не тільки в ефірі, а й онлайн. Всі серії «молодіжки» доступні для перегляду лише жителям Росії на офіційному порталі «СТС Медіа». Відеоморе.ру [Архівовано 4 січня 2015 у Wayback Machine.]
Нові з'являються на сайті по буднях, в режимі catch-up (відразу після прем'єри).

## Нагороди та номінації
- Пошукова система «Яндекс» за підсумками запитів російських інтернет-користувачів за весь 2013 присудила телесеріалу «Молодіжка» почесне третє місце в десятці «Російських серіалів».
- Пошукова система Google присудила телесеріалу «Молодіжка» четверте місце в ТОП-10 запитів інтернет-користувачів з Росії за весь 2013 в категорії «В тренді».
- «Російська газета» присудила серіалу четверте місце в п'ятірці «Найкращих телепроєктів 2013 року».
- Загальнонаціональний міської телегід «Антена-Телесім» присудив серіалу «Молодіжка» почесне третє місце в десятці «Найкращих російських серіалів 2013 року».
- Волгоградський інформаційно-аналітичний портал «Обласні вісті» назвав телесеріал «Молодіжка» «Найспортивнішим серіалом» у списку з п'яти «Найуспішніших серіалів Росії 2013-го року».
- ВЦВГД провів всеросійське опитування 14-15 грудня 2013 У рейтингу російських серіалів за весь 2013 3 % опитаних назвали телесеріал «Молодіжка». Всього було опитано 1600 чоловік в 130 населених пунктах в 42 областях, краях і республіках Росії
- Інтернет-портал «Навколо ТБ» включив телесеріал «Молодіжка» в список з десяти «телепроєкту 2013 року».
- 12 березня 2014 року серіал став володарем Народної премії «Телезірка» у номінації «Улюблений серіал. Новинки».
- 27 березня 2014 року серіал став володарем Професійної премії Асоціації продюсерів кіно і телебачення в номінації «Найкращий телевізійний серіал (понад 24 серій)».
- 12 квітня 2014 року серіал став володарем Народної премії «Жорж[ru]» в номінації «Російський серіал року (драма)».

## Факти
- Кастинг проходив у Челябінську. У кастингу серіалу брали участь не тільки молоді актори, а й хлопці, які не знімалися в кіно, але мають досвід гри в хокей. Приходили навіть дівчата, які грають у хокей, але їх, природно, не розглядали.
- Епізоди ігор і тренувань «Ведмедів» знімали в  Льодовому палаці «Витязь» в Подольську.
- Частина міських пейзажних вставок відзняті в Самарі, Тольятті, Красноярську, Челябінську і Митищах.
- «СТС Медіа» спільно з Google Росія випустила інтерактивний промо гаджет «Молодіжка», що доступний на офіційному каналі СТС на YouTube c початку жовтня 2013[2].
- У телесеріалі присутня продакт-плейсмент: команда «Ведмедів», тренери і лікар носять спортивний одяг фірми Reebok; гравці з команди «Ведмедів» користуються продукцією фірми Nivea; іноді звучать позивні треки із Авторадіо.
- Макар Запорізький (виконавець ролі Дмитра Щукіна) і Катерина Смирнова (виконавиця ролі Вікторії) в реальному житті чоловік і дружина.
- Ігор Огурцов (виконавець ролі Семена Бакина) і Наталія Терешкова (виконавиця ролі Ріти) вже грали закохану пару в телесеріалі «Школа».
- Постановкою хокейних сцен займався Євген Полинських, який раніше працював спільно з канадськими фахівцями над хокеєм у фільмі «Легенда № 17».[3]